# Seth MacFarlane
Pour les articles homonymes, voir MacFarlane.
Seth MacFarlane [sɛθ məkˈfɑːɹlən], né le 26 octobre 1973 à Kent, dans l'État du Connecticut, (États-Unis), est un dessinateur, acteur, scénariste, réalisateur, producteur, monteur et  chanteur américain.
Il est, entre autres, le créateur des séries animées American Dad!, Family Guy, The Cleveland Show et Bordertown. Il a également écrit et dirigé les films Ted et Ted 2 dans lesquels il prête sa voix au personnage de Ted.

## Biographie
Seth Woodbury MacFarlane a grandi dans la ville de Kent dans le Connecticut. Il est le fils de Ronald Milton MacFarlane et Ann Perry. Il est diplômé des Beaux-Arts de la Rhode Island School of Design où il a étudié l'animation. Recruté à Hollywood lors d'un Festival de films « Seniors » par la productice exécutive Ellen Cockrill et le producteur Fred Seibert, il a été animateur et scénariste pour Hanna-Barbera dans plusieurs séries télévisées, dont Johnny Bravo, Cléo et Chico, Le Laboratoire de Dexter, Monsieur Belette, et son propre début de la série Les Griffin : Larry and Steve.
Seth McFarlane est surtout connu pour être le créateur de la série Les Griffin (Family Guy). Cette série, lancée en 1999, dure depuis plus de 17 saisons (bien qu'annulée temporairement entre 2003 et 2005), elle est diffusée sur la Fox, aux côtés de l'autre grande série animée de la chaîne : Les Simpson. MacFarlane est très impliqué dans son fonctionnement, en prêtant lui-même sa voix à plusieurs personnages principaux. La série se démarque par son humour corrosif et sa critique de la société américaine au travers d'une famille d'Américains moyens.
En 2005, la nouvelle série de MacFarlane débute, toujours sur la Fox pendant 10 saisons (à partir de la 11e saison à l'automne 2014, le show sera diffusé sur TBS). Il s'agit de American Dad!, satire sur la politique et autres sujets de sociétés avec ses personnages, volontairement caricaturaux (MacFarlane prête sa voix au  personnage principal Stan Smith, républicain et néo-conservateur à l'extrême). En 2009, The Cleveland Show est lancée, série dérivée des Griffin, basé sur le personnage Afro-Américain de Cleveland Brown. Le show sera diffusé sur la Fox de 2009 à 2013, malgré l'accueil mitigé des critiques.
En 2012, MacFarlane se lance dans le cinéma en réalisant la comédie Ted, l'histoire d'un ours en peluche qui prend vie mais qui est plus vulgaire et subversif que son apparence laisse présumer. MacFarlane a co-écrit le scénario et prête sa voix à Ted, Mila Kunis et Mark Wahlberg sont également présents. Le film est un grand succès au box-office, avec une réception critique correcte (l'humour est apprécié, l'histoire romantique moins).
Le 24 février 2013, il présente la 85e cérémonie des Oscars. Une présentation polémique du fait de sa performance décriée. La même année, il produit sa seconde série live (la première, en 2007, The Winners, fut un échec), la sitcom Dads. La réception critique fut catastrophique, la série n'a duré qu'une seule saison.
Le 19 juin 2013, on retrouve Seth dans le rôle de Seth MacFarlane lui-même dans le film My Movie Project, un film produit par Peter Farrelly et composé de plusieurs sketchs chacun réalisé par un réalisateur différent. Seth MacFarlane y joue plusieurs scènes entre deux sketchs.
En 2014, seconde réalisation avec Albert à l'ouest (A Million Ways to Die in West) une comédie burlesque et absurde dans le Far-West. MacFarlane signe le scénario et joue le rôle-titre, accompagné de Charlize Theron et Liam Neeson. Les résultats au box-office seront décevants, en raison de l'accueil critique très médiocre.
Il développe ensuite la suite de Ted, Ted 2, qui sort en 2015. Cette suite reçoit un accueil critique et commercial très mitigé.
En 2016, il réalise la série d'animation Bordertown, qui basé sur des personnages mexicains, ne dure qu'une saison. Ce programme n'a jamais été doublé en version française.

## Vie privée
Dans une interview de 2004 avec The Daily Princetonian, MacFarlane se trouve des similarités avec Brian Griffin des Griffin, révélant avoir le même type de problème que le personnage, « à la recherche de la bonne personne », mais a « des rencards comme tout le monde ». En 2012, Seth MacFarlane sort durant six mois avec l'actrice britannique Emilia Clarke, star de la série Game of Thrones dont il est fan, avant de rompre et de rester amis après leur séparation.
Le 16 juillet 2010, la mère de MacFarlane, Ann Perry Sager, est morte après une longue bataille contre le cancer. Sa mort a été rapportée par Larry King dans son émission Larry King Live, qui a reconnu avoir eu une discussion avec elle, lors d'une entrevue avec son fils en mai 2010,.

## Engagement
Seth MacFarlane soutient Bernie Sanders lors des primaires démocrates de 2020.

## Filmographie

### Comme acteur

#### Cinéma
- 1995 : The Life of Larry (en) : Seth MacFarlane / Larry Cummings / Steve / Lois Cummings / Man in underwear / Captain Kirk / M.. Spock / Sulu / Ensign Skippee / le britannique / Jeremy / Tom Hanks / Alex Trebek / prêcheur / Dieu (court métrage d'animation, voix)
- 1996 : Larry & Steve (en) : Larry / Steve / Old Man / Pilote / Ricky / Redneck / Scottsman / Kid in Pound (court métrage d'animation, voix)
- 2008 : Hellboy II : Les Légions d'or maudites (Hellboy II: The Golden Army), de Guillermo del Toro : Johann Kraus (voix)
- 2009 : Vous prendrez bien un dernier vert ? (Futurama: Into the Wild Green Yonder) de Peter Avanzino (en) et David X. Cohen : Le chanteur à Mars Vegas (film d'animation, voix)
- 2010 : Fée malgré lui : Ziggy
- 2012 : Ted : Ted (voix)
- 2013 : My Movie Project : lui-même
- 2014 : Albert à l'ouest (A Million Ways to Die in the West) : Albert
- 2015 : Ted 2 : Ted (voix)
- 2016 : Tous en scène (Sing) de Garth Jennings : Mike (film d'animation, voix)
- 2017 : Logan Lucky de Steven Soderbergh : Max Chilblain

#### Télévision
- 2002-2003 : Gilmore Girls : Chanteur / Bob Merriam / Zach (3 épisodes)
- 2004 : Star Trek: Enterprise : Enseigne Rivers (Saison 3 épisode 20 et saison 4 épisode 15)
- depuis 2005 : American Dad! : Stan Smith et Roger (série d'animation, voix)
- depuis 2005 : Les Griffin (Family Guy) et l'Incroyable Histoire de Stewie Griffin (vidéofilm) : Stewie Griffin, Peter Griffin, Brian Griffin, Glen Quagmire, Tom Tucker, Ida le père transgenre de Quagmire et voix additionnelles (série d'animation, voix)
- 2009 : Flashforward de David S. Goyer et Brannon Braga : Agent Jake Curdy
- 2009-2013 : The Cleveland Show : Tim l'Ours (série d'animation, voix)
- depuis 2017 : The Orville : Ed Mercer, capitaine du vaisseau spatial « Orville »
- 2019 : The Loudest Voice (série télévisée) : Brian Lewis

### Comme scénariste
- 1995 : The Life of Larry (en)
- 1996 : Larry & Steve (en)
- 1996 : Le Livre de la jungle, souvenirs d'enfance (Jungle Cubs) (série télévisée)
- 1996 : Ace Ventura (série télévisée)
- 1997 : Le Laboratoire de Dexter (série télévisée)
- 1997 : Cléo et Chico (série télévisée)
- 1997 : Johnny Bravo (série télévisée)
- 1998 : Zoomates (it)
- 2005 : American Dad! (série télévisée)
- 2009 : Cavalcade of Cartoon Comedy (en) (diffusée uniquement sur YouTube)
- 2009 : The Cleveland Show (série télévisée)
- 2012 : Ted coécrit avec Alec Sulkin (en) et Wellesley Wild (en)
- 2014 : Albert à l'ouest (A Million Ways to Die in the West)
- 2015 : Ted 2

### Comme réalisateur
- 1993 : The Shnookums and Meat Funny Cartoon Show (en) (série télévisée)
- 1995 : The Life of Larry (en)
- 1996 : Larry & Steve (en)
- 1998 : Zoomates (it)
- 2005 : American Dad! (série télévisée)
- 2012 : Ted
- 2014 : Albert à l'ouest (A Million Ways to Die in the West)
- 2015 : Ted 2
- 2017 : The Orville (série télévisée)

### Comme producteur
- 1999 : Les Griffin (Family Guy) (série télévisée)
- 2005 : American Dad! (série télévisée)
- 2005 : Family Guy Presents: Stewie Griffin - cross rodes (vidéo)
- 2009 : The Cleveland Show (série télévisée)
- 2012 : Ted avec Jason Clark, John Jacobs, Scott Stuber (en) et Wellesley Wild (en)
- 2014 : Albert à l'ouest avec Jason Clark et Scott Stuber (en)
- 2014 : Cosmos : Une odyssée à travers l'univers (série télévisée)
- 2015 : Ted 2
- 2017 : The Orville (série télévisée)
- 2025 : Y a-t-il un flic pour sauver le monde ? (The Naked Gun) d'Akiva Schaffer

### Comme monteur
- 1995 : The Life of Larry (en)

## Voix francophones
En version française, Seth MacFarlane n'a pas de voix française régulière. Jérémie Covillault le double tout de même à trois reprises dans Albert à l'ouest, Logan Lucky et The Loudest Voice. À titre exceptionnel, Stéphane Pouplard le double dans My Movie Project et Emmanuel Curtil dans la série The Orville.

## Discographie
- Music Is Better Than Words (2011)
- Holiday for Swing (2014)
- No One Ever Tells You (2015)
- In Full Swing (2017)
- Once in a While (2019)
- Great Songs from Stage & Screen (2020)
- Blue Skies (2022)
- We Wish You the Merriest' (with Elizabeth Gillies) (2023)
- Lush Life: The Lost Sinatra Arrangements (2025)